# Paramastax duquei
Paramastax duquei är en insektsart som beskrevs av Marius Descamps 1971. Paramastax duquei ingår i släktet Paramastax och familjen Eumastacidae. Inga underarter finns listade i Catalogue of Life.